# Камені передміхурової залози
Камені передміхурової залози  — щільні органічні й неорганічні утворення, розташовані в протоках та ацинусах передміхурової залози.

## Поширеність каменів передміхурової залози
У віці до 35 років камені передміхурової залози зустрічаються менш, ніж в 10% випадків. З віком зустрічаються частіше, досягаючи 80% серед пацієнтів старше 50 років. У групі пацієнтів з каменями передміхурової залози відзначається перевага такої патології як аденома простати (ДГПЗ) і хронічний простатит.

## Механізм утворення каменів передміхурової залози

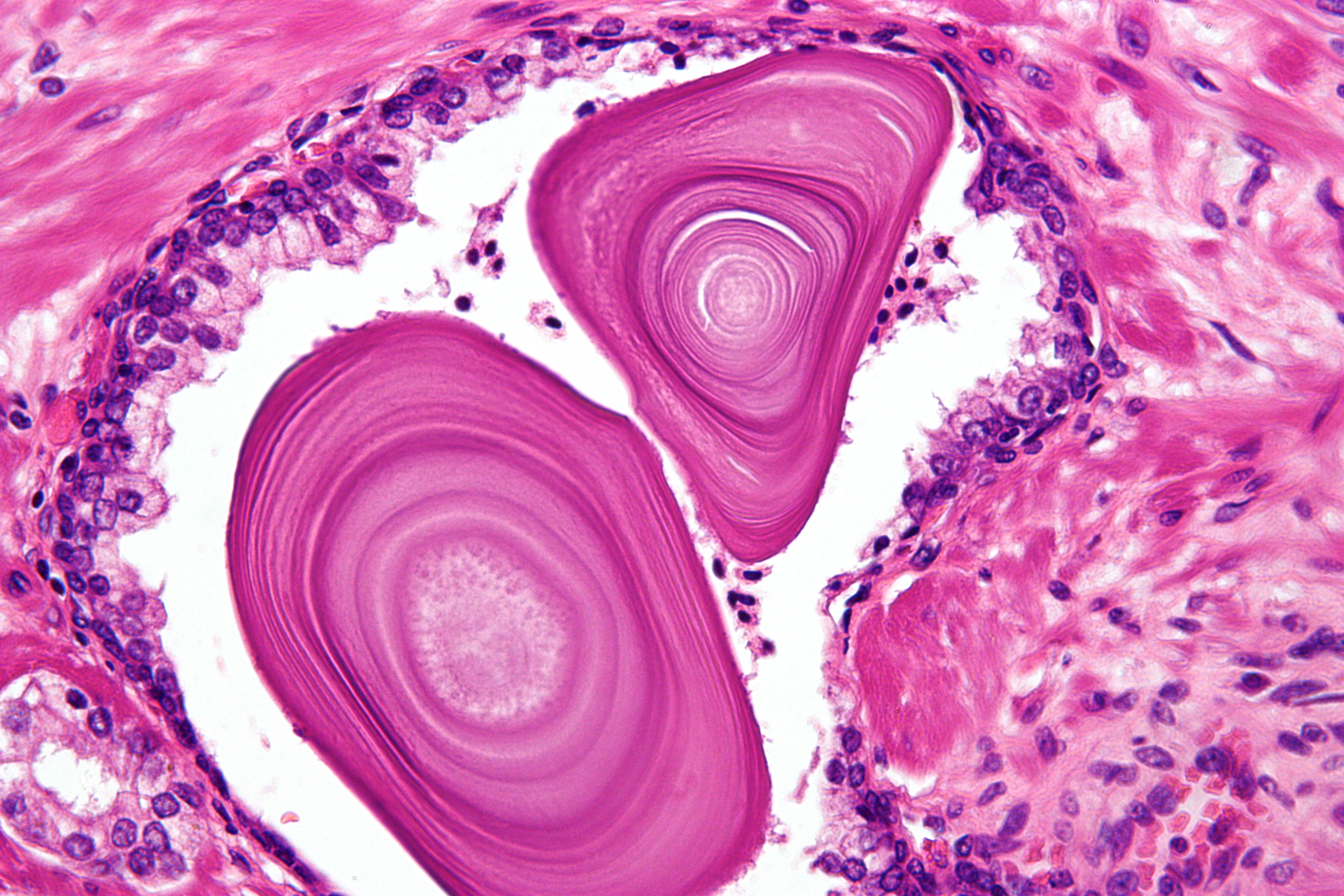
амілоїдні тільця (corpora amylacea) в простатичних залозах

Тривалий стаз інфікованого секрету простати на тлі обструкції (закупорки) проток залоз простати є головним чинником, що сприяє каменеутворенню. Кристалографічний аналіз простатичних конкрементів свідчить про те, що основними компонентами є складові сечі, а не секрету простати. Це підтверджує концепцію про роль інтрапростатичного рефлюксу сечі у формуванні каменів передміхурової залози.
З іншого боку, існує точка зору про первинне значення саме компонентів секрету передміхурової залози у формуванні конкрементів. Відповідно до цієї концепції відкладення каменеутворючих неорганічних компонентів (фосфат та карбонат кальцію) відбувається на амілоїдних тільцях, які є результатом простатичної секреції і служать ядром каменеутворення, що призводить, у кінцевому рахунку, до формування каменів простати. Локалізуючись в ацинусах і вивідних протоках залоз простати, конкременти надають травмуючий вплив на навколишні тканини, сприяють порушенню мікроциркуляції і підтримують запальний процес за рахунок  мікроорганізмів, що знаходяться в самому камені.

## Симптоми
Основними симптомами у хворих з каменями передміхурової залози є дизуричні розлади, больовий синдром в області таза, домішки крові в сечі (гематурія), домішки крові в спермі (гемоспермія), утруднене сечовипускання. Неінфіковані камені простати можуть себе ніяк не проявляти. У хворих на простатит камені, як правило, інфіковані і є джерелом персистування інфекції та рецидивуючого характеру перебігу запального процесу. Ступінь вираженості симптомів у пацієнтів з каменями передміхурової залози доцільно оцінювати за Шкалою оцінки симптомів хронічного простатиту NIH-CPSI.

## Діагностика каменів передміхурової залози

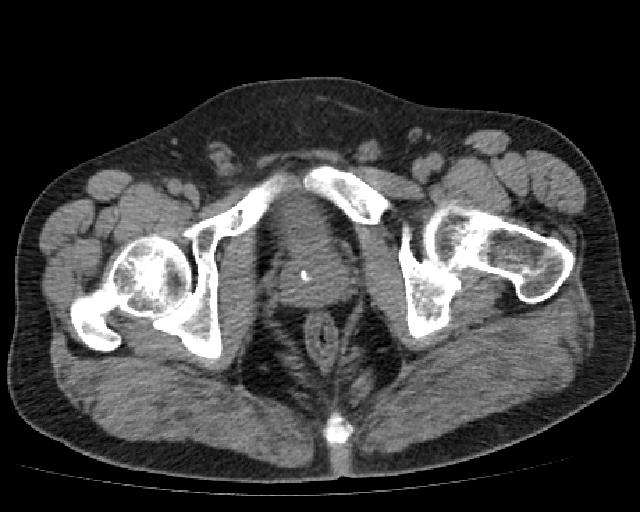
Комп'ютерна томограма, що демонструє камінь передміхурової залози (цятка білого кольору в центрі зображення).

Діагноз встановлюється на підставі пальцевого ректального дослідження простати, даних ультразвукового та рентгенівського дослідження. При пальцевому ректальному дослідженні виявляють щільну ділянку в тканині передміхурової залози, в ряді випадків визначають крепітацію. Можлива відсутність будь-яких змін при пальцевому дослідженні простати. Зміни, виявлені при дослідженні передміхурової залози пальцем, необхідно диференціювати з раком  і туберкульозом передміхурової залози. При Ультразвукове дослідження простати (трансректальном або трансабдомінальне) виявляються гіперехогенні ділянки в передміхуровій залозі з формуванням акустичної доріжки. розміри каменів варіює від 3 до 25 мм і більше. Множинні камені спостерігаються приблизно в 70 % випадків. При рентгенівському дослідженні виявляють близько 30% каменів передміхурової залози, оскільки більшість каменів рентгеннегатівнві. Як додаткові методи візуалізації можуть бути використані комп'ютерна томографія та МРТ таза. Наявність безсимптомних каменів простати само по собі не впливає на обсяг передміхурової залози і рівень ПСА в сироватці крові.

## Лікування каменів передміхурової залози
За безсимптомного перебігу захворювання лікування не потрібно. За наявності скарг та наявності каменів на тлі запального процесу в простаті лікування проводиться як при простатиті. Особливістю лікування є те, що при каменях передміхурової залози масаж простати протипоказаний через його потенційну травматичность для тканин передміхурової залози у цієї категорії пацієнтів. У разі вираженої симптоматики і відсутності ефекту від консервативного лікування деяким пацієнтам може бути рекомендована трансуретральна резекція простати або простатектомія.